# Dean Pullar
Dean Lester Pullar (Melbourne, 11 maggio 1973) è un tuffatore australiano.

## Biografia
Ha gareggiato alle Universiadi di Sicilia 1997, aggiudicandosi il bronzo nel trampolino 3 metri.
Ha rappresentato l'Australia ai Giochi olimpici di Sydney 2000, vincendo la medaglia di bronzo nel concorso dei tuffi dal trampolino 3 metri sincro, al fianco del connazionale Robert Newbery. Nella gara individuale si è piazzato al quinto posto.

## Palmarès
- Giochi olimpici

Sydney 2000: bronzo nel trampolino 3 metri sincro
- Mondiali di nuoto

Perth 1998: bronzo nel trampolino 3 m sincro;
- Giochi del Commonwealth

Kuala Lumpur 1999: argento nel trampolino 1 m; argento nel trampolino 3 m;
- Universiade

Sicilia 1997: bronzo nel trampolino 3 m;